# Slava (1903)
Slava byla bitevní loď (predreadnought) námořnictva carského ruska, poslední z pěti bitevních lodí třídy Borodino. Dokončena byla příliš pozdě na to, aby se během rusko-japonské války zúčastnila bitvy u Cušimy, díky čemuž přežila, zatímco její sesterské lodě byly buď potopeny nebo se vzdaly japonskému císařskému námořnictvu. Postavena byla v baltské loděnici v Petrohradě.
Za první světové války sloužila Slava v baltském moři a byla největší lodí ruské eskadry v Rižském zálivu, která se v srpnu 1915 střetla s německým Širokomořským loďstvem v bitvě v Rižském zálivu. Opakovaně ostřelovala německé pozice a jednotky pro zbytek roku 1915 a během roku 1916. Během bitvy v úžině Moon v roce 1917 byla Slava těžce poškozena německým dreadnoughtem SMS König a výrazně se zvýšil její ponor. Mělká úžina znemožňovala ústup a tak byla potopena vlastní posádkou mezi ostrovem Muhu (Měsíc) a pevninou. Během třicátých let ji Estonci sešrotovali.